# Umberto Viale
Umberto Viale (1931 – 1969) è stato un politico italiano, sindaco di Pisa dal 1962 al 1964.

## Biografia
Avvocato, poco più che trentenne nel luglio 1962 venne nominato sindaco di Pisa per la Democrazia Cristiana a guida di una giunta di cui faceva parte anche il PSI, rimase in carica fino all'agosto 1964.
Deceduto nel 1969, a lui sono poi state intitolate una via nella città di Pisa, situata nel quartiere di Cisanello, e una residenza sanitaria assistenziale.